# Syrphoctonus hurtadoi
Syrphoctonus hurtadoi är en stekelart som beskrevs av Ian D. Gauld och Paul E. Hanson 1997. Syrphoctonus hurtadoi ingår i släktet Syrphoctonus och familjen brokparasitsteklar. Inga underarter finns listade i Catalogue of Life.